# Ángel Zerda
Ángel Zerda (Salta, 1837-1913) fue un destacado empresario y político salteño. Gobernó en dos oportunidades su provincia natal y poseyó una de las mayores fortunas del norte argentino.

## Biografía
Ángel Zerda Medina nació en la provincia de Salta en 1837, hijo del coronel salteño Ángel Mariano Zerda, hijo de Luis De la Zerda Torres y María Trinidad Urristi Plazaola, y de su primera esposa, Fabiana Medina.
Estaba ligado por negocios y familia al clan de los Ovejero y los Usandivaras, enfrentado al viejo clan de los Ortiz. El poder de los Ovejero Zerda se originaba en la labor de José Ramírez Ovejero González, quien casó en 1816 con María Antonia Zerda Urristi, tía de Ángel Zerda, y en 1830 fundó el ingenio Ledesma en la provincia de Jujuy. A su muerte, pasó a poder de su esposa y luego a sus herederos. Dos de sus hijos Sixto Ovejero y Querubín Ovejero fueron los responsables de su extraordinaria expansión, base de su creciente poder político.
Convertido en gobernador en 1867, Sixto Ovejero mantuvo a su lado a su primo Ángel Zerda. Pronto debió enfrentar a las montoneras: el 8 de octubre de 1867 se tuvieron noticias en la ciudad de Salta del inminente ataque por parte de las fuerzas de Felipe Varela. El gobernador Sixto Ovejero ordenó hacer trincheras y defender la ciudad pese a la falta de armas y municiones (contaban con 255 armas, muchas defectuosas). Zerda se hizo cargo de la 10° trinchera que llevó el nombre de Entre Ríos, contando con sólo 18 hombres. El 9 se produjo el primer ataque, que fue rechazado. En la madrugada del 10 un nuevo asalto logró ocupar brevemente la plaza hasta la llegada de la división al mando de Octaviano Navarro y el coronel Martín Cornejo.
Pero la situación de Ovejero no mejoró debido a la presión ejercida por Martín Cornejo quien permanecía en la provincia con una división reforzada por muchos de los prisioneros tomados a Varela. En las siguientes elecciones de diputados para integrar la Legislatura, en las que Ovejero apoyaba al "Club Sarmiento", Cornejo sostuvo con sus fuerzas al "Club del Pueblo" que apoyaba a Justo José de Urquiza. Convertido en presidente, Sarmiento envió al coronel Julio Argentino Roca, quien con habilidad supo despojar de sus fuerzas a Cornejo, alineado con Bartolomé Mitre y los Taboada.
Ante la situación Sixto Ovejero renunció a su cargo el 24 de abril de 1869, para dedicarse junto a su hermano Querubín de la explotación de su ingenio. En 1876 modernizaron la fábrica al introducir máquinas de vapor.
En 1886, durante el gobierno de Martín Gabriel Güemes, Ángel Zerda ingresó en el senado provincial, conservando la banca hasta 1889.
Ese año la muerte de Querubín decidió a Sixto llevar a remate la empresa familiar, Ovejero Hnos.. La productividad estimada de Ledesma era de 150.000 arrobas de azúcar entre los meses de junio y octubre (unos m$n 525.000) y 5.000 barriles de aguardiente, sin contar la miel y otros derivados elaborados a partir de la caña.[cita requerida]
El 31 de marzo de 1889 la compañía fue adquirida a los herederos de Querubín por la suma de m$n 644.000 por una sociedad compuesta por Ángel Zerda, David Ovejero (hijo de Sixto) y el propio Sixto.
El Ingenio Ledesma constituía la mayor fuente de riqueza y consiguientemente de poder político del norte argentino: en 1900, aun cuando sus ingresos habían disminuido, el ingenio produciría alrededor de m$n 315.000, el equivalente a un 82,87% del presupuesto de la provincia de Jujuy (m$n 380.109,38), y un 59.65% del de la provincia de Salta (m$n 528.005,04).

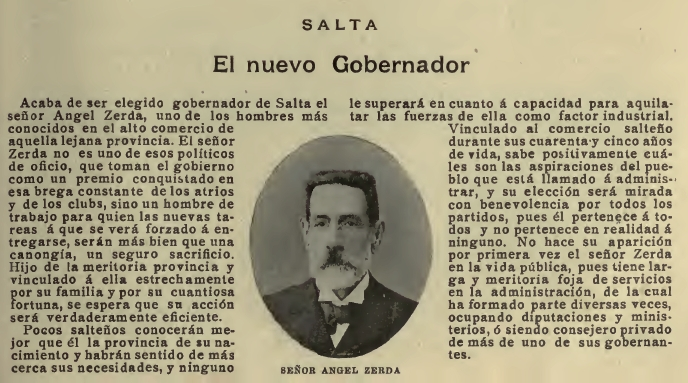
Nombramiento de Ángel Zerda (Caras y Caretas)

En efecto, el 20 de febrero de 1901 Ángel Zerda devolvería al poder a su clan y se convertía en gobernador de Salta en reemplazo de Pío Uriburu. 
La revista Caras y Caretas lo describía como "uno de los hombres más conocidos en el alto comercio de aquella lejana provincia" a la que estaba vinculado "estrechamente por su familia y por su cuantiosa fortuna". 
Asumió la gobernación en el mes de septiembre, mientras que su medio hermano Abel Zerda asumía la intendencia de la ciudad de Salta. El primer y grave problema que tuvo que enfrentar fue la epidemia de viruela que asolaba la provincia, para lo que declaró la vacunación antivariólica obligatoria y gratuita logrando controlar la enfermedad. [cita requerida]
El 13 de setiembre de 1902 presidió con el Obispo de Salta monseñor Matías Linares Sanzetenea la ceremonia de coronación de las imágenes del Señor de los Milagros. El 29 de noviembre de 1902 el Club Gimnasia y Tiro de Salta.
Ese mismo año, Salta cedió los aproximadamente 5200 km² del departamento de San Antonio de Los Cobres para que su ciudad cabecera sea la capital del Territorio Nacional de los Andes.
El 20 de febrero de 1904 transferiría la gobernación a su David Ovejero mientras él se convertía en su vicegobernador y Presidente de la Cámara de Senadores.
El 20 de noviembre de 1906 asumió nuevamente como gobernador de Salta para finalizar el período de David Ovejero, quien se incorporaba al Congreso nacional. Su antiguo Ministro de Hacienda, el político y empresario Robustiano Patrón Costas, quien ese año enfrentaría al clan conformando una nueva fuerza política con el nombre de "Unión Popular", afirmaría refiriéndose a Ángel Zerda, al gobernador David Ovejero, y al candidato a sucederlo en la gobernación Luis Linares Usandivaras que "una familia se ha adueñado del poder y ha ocupado todas las posiciones de alguna importancia" para defender "los intereses de la familia o las conveniencias particulares de cada uno de sus miembros". Así, "convertida la Provincia en feudo y convencidos de que espigaban en campo propio, han cerrado sus filas y por eso es que hoy en la contienda solo pueden presentar sus legiones de magistrados, funcionarios de policías y coroneles de campaña".
Durante su segunda y corta gestión, Zerda inició los trabajos de prolongación del ferrocarril a Ledesma, Orán y Bolivia, creó el Juzgado de Paz Letrado del Departamento de la Capital y concluyó las obras del Palacio de Gobierno.[cita requerida] El 20 de febrero de 1907 entregó el mando a Luis Linares Usandivaras.
Con las gobernaciones sucesivas de Ángel Zerda, David Ovejero, Luis Linares y Avelino Figueroa el gobierno de la provincia de Salta estará controlado por los propietarios del ingenio Ledesma, hasta que en 1911 surgiría la Nueva Compañía Azucarera Ledesma, propiedad de Enrique Wollman y Carlos Descalsse.
Bajo la gestión del último gobernador del clan, Avelino Figueroa.
Ángel Zerda Medina falleció el 1º de mayo de 1913 en la ciudad de Salta.